# Dracula 2: The Last Sanctuary
Dracula 2: The Last Sanctuary — компьютерная игра в жанре квест, продолжение игры Dracula: Resurrection. Разработана компаниями Wanadoo Edition и Canal+ Multimedia для PC и игровой консоли Sony PlayStation и издана Cryo Interactive в 2000 году.
Игра основана на движке Phoenix VR.

## Сюжет
Сюжет игры написан по мотивам романа «Дракула» Брэма Стокера, и использует созданных автором персонажей и общую направленность сюжетной линии.

## Игровой процесс
Игра представляет собой панорамный квест, при прохождении которого игроку придётся исследовать различные игровые локации, находя и используя разные предметы.

## Критика
| Сводный рейтинг | Сводный рейтинг |
| Агрегатор       | Оценка          |
| --------------- | --------------- |
| GameRankings    | 67,53 %         |

ПК-версия игры получила «смешанные или средние отзывы» и имеет общую оценку 68 баллов из 100, на основе четырнадцати обзоров на сайте Metacritic. Зак Хоу из Adventure Classic Gaming поставил игре 4 балла из 5, высоко оценив графику, но критически отнесся к «охоте за пикселями» в некоторых головоломах.